# Строитель (футбольный клуб, Тернополь)
«Строи́тель» — советский футбольный клуб из Тернополя. Основан в 1959 году. Последнее упоминание в 1974 году. Сыграл 478 матчей первенства, одержала 177 побед, 152 матча свела вничью и 149 встреч проиграла, с разницей 532:467 мячей.
Самые результативные победы (6:2) и (5:0) одержана над командами «Спартак» (Ивано-Франковск, 1961) и «Десна» (Чернигов, 1970); самое крупное поражение (0:6) нанесли армейцы Львова (1960).

## Названия
- 1959—1972 — «Авангард»;
- с 1972 года — «Строитель».

## Достижения
- Чемпион УССР 1968 года.
- В первой лиге — 10 место (в зональном турнире класса «Б» 1960 года).
- В кубке СССР — поражение в 1/8 финала (1965, 1970).

## Тренеры
- 1959: Мирослав Турко
- 1959—1960: Пётр Боголюбов
- 1960: Илья Панин
- 1961: Николай Котов
- 1962: Тиберий Попович
- 1963—1965: Виталий Вацкевич
- 1965—1966: Анатолий Архипов
- 1967: Олег Макаров
- 1968: Виталий Вацкевич
- 1969: Владимир Онисько
- 1970: Владимир Щегольков
- 1971—1973: Леонид Родос
- 1973: Бронислав Чувахин
- 1974: Пётр Савчук